# Hoshihananomia perlineata
Hoshihananomia perlineata is een keversoort uit de familie spartelkevers (Mordellidae). De wetenschappelijke naam van de soort is voor het eerst geldig gepubliceerd in 1907 door Fall.